# Sthefany Thomas Díaz
Sthefany Thomas Díaz (n. 4 de mayo de 1989, Temuco) es una baloncestista argentina-estadounidense que actualmente trabaja como asistente para graduados en la Universidad de Clemson. Hija de madre argentina y del exbaloncestista estadounidense James Thomas, y nacida en Temuco, Chile, cuando su padre tuvo un breve paso por el básquetbol de ese país. Vivió en Argentina hasta los 12 años, cuando fue a vivir con su familia a la tierra de su padre. También es la hermana mayor de Erik Thomas.
Sthefany ha representado a Argentina jugando torneos como el Sudamericano femenino de Básquet 2016 y el Preolímpico femenino de Básquet 2016 disputado en Francia.